# HipHop for PHP
是一系列PHP腳本語言的程式碼轉換器的集合，它包含、以及，這四個腳本引擎各有所不同，但是他們共用相同的运行時（Runtime）及工具集（Toolset）。是由Facebook所建立，他們用它來節省伺服器的資源。被發佈時，已經是高達60萬行由C++及C所撰寫的程式碼，它以自由软件發佈，採用PHP许可证 3.01版。
可顯著的增快應用程式的速度，藉由2到6個已觀察到的要素，改善了網頁生成的效能。

## 歷史
一開始，由Haiping Zhao於領銜開發，運行於CentOS及Fedora作業系統。在釋出之前，已經被開發了兩年，最後於2010年2月2日發佈，但由於技術的困難，實際釋出的時間延後18天，於2月20日發佈在公開的Git程式庫。

### HPHPc
這是最原始版本的（被稱之為），它可以將的程式碼轉換成C++的程式碼，並且利用g++將它編譯成机器语言。Facebook使用它多年，但由於他對於開發者並不友善，而且Facebook龐大的程式庫使得開發者在進行程式更動時，必須等待數個小時的編譯，所以在2013年2月19日被官方棄用。

### HPHPi
的開發者模式版本（被稱之為）被用來處理PHP程式碼，它在執行時期進行編譯，但與使用相同的執行時期以及執行邏輯，比起，它的執行效能較低，但它令開發者可以使用與產品發佈時相同堆疊的程式碼。目前的支援也已經終止。

### HPHPd
的除錯程式（被稱之為）被用來作為執行時期的鍵盤互動界面，它允許開發者可以嘗試使用一些程式碼、緊繫執行時期的直譯器以及可以設定監視器或中斷點。現在仍被支援及使用。

### HHVM
這是當前版本的（被稱之為），被用以取代以及在產品的開發及發佈，藉由將 PHP 程式碼編譯為位元組碼 ，使其可運行於虛擬機器的環境，也可以利用客制的JIT在執行時期編譯為機器碼。當前Facebook的PHP程式皆運行在上。

## 使用HipHop for PHP
是一個開放原始碼的專案，可在GitHub（页面存档备份，存于）取得，它是採用PHP许可证授權。上已編譯可直接執行的套件已經可以在專案的程式庫取得。
於2012年5月，的指出 目前已經支援的多項特色（页面存档备份，存于）
於及上開發，目前在其他系統編譯可能不能正常運行，雖然在未來可能會加入其他作業系統的支援，但是現在，僅能運行於64位元架構的環境。
在執行專案，有相當多的改進，也能減少記憶體使用量並增加對TBB的的支援，以至於除了加速之外並顯著的減少記憶體使用量。

## 另見
- Project Zero
- Phalanger (compiler)

## 外部連結
- 官方网站
- SourceForge.net上的HipHop for PHP
- HipHop Compiler for PHP? Transforming PHP into C++（页面存档备份，存于） — lecture given by HipHop Lead Engineer, Haiping Zhao at Stanford University (video archive).
- List of unimplemented functions and features in HipHop for PHP[]
- "Integration of Intel's TBB into Facebook's HipHop（页面存档备份，存于）" – Presentation by Lenz Gschwendtner and Nicolás Erdödy at LCA2011 in Brisbane, Australia. Video (28 Jan 2011)